# الغسانية (اللاذقية)
الغسانية الكشيش بلدة ومركز ناحية إداريّة تتبع منطقة اللاذقية في محافظة اللاذقية في سوريا. بلغ عدد سكان الناحية 15.000 ألف نسمة حسب تقدير عام 2020 حسب إحصاء المكتب المركزي للإحصاء.
وهي بلدة ريفية تقع على بعد 46 كم شمال اللاذقية و7 كم عن ساحل البحر المتوسط و16 كم عن حدود تركيا. معظم سكانها من 